# Курдюмов, Василий Кузьмич
Васи́лий Кузьми́ч Курдю́мов (1822—1862) — русский хирург.
Закончил Харьковский университет в 1840 году, а в 1859 году защитил в Московском университете докторскую диссертацию: «De praecipuis cataractam extrahendi methodis» (M., 1859). В 1845—1861 годах был помощником директора хирургической клиники при Киевском университете; в 1848—1850-х годах читал там же теоретическую хирургию.